# Семюел Адегбенро
Семюел Адегбенро (англ. Samuel Adegbenro; нар. 3 грудня 1995, Ошогбо) — нігерійський футболіст, півзахисник шведського клубу ІФК Норрчепінг.
Дворазовий чемпіон Норвегії у складі «Русенборга».

## Клубна кар'єра
Народився 3 грудня 1995 року в місті Ошогбо. Вихованець юнацької команди клубу «Прайм». У дорослому футболі дебютував 2013 року на батьківщині виступами за команду клубу «Квара Юнайтед», в якій провів два сезони.
Своєю грою за цю команду привернув увагу представників тренерського штабу норвезького «Вікінга», до складу якого приєднався 2015 року. Відіграв за команду зі Ставангера наступні два з половиною сезони своєї ігрової кар'єри. Більшість часу, проведеного у складі «Вікінга», був основним гравцем команди.
До складу «Русенборга» приєднався 2017 року.

## Статистика виступів

### Статистика клубних виступів
Станом на 7 жовтня 2018 року
| Сезон                     | Команда                   | Чемпіонат                 | Чемпіонат | Чемпіонат | Національний кубок | Національний кубок | Національний кубок | Континентальні кубки | Континентальні кубки | Континентальні кубки | Інші змагання | Інші змагання | Інші змагання | Усього | Усього |
| Сезон                     | Команда                   | Ліга                      | Ігор      | Голів     | Ліга               | Ігор               | Голів              | Ліга                 | Ігор                 | Голів                | Ліга          | Ігор          | Голів         | Ігор   | Голів  |
| ------------------------- | ------------------------- | ------------------------- | --------- | --------- | ------------------ | ------------------ | ------------------ | -------------------- | -------------------- | -------------------- | ------------- | ------------- | ------------- | ------ | ------ |
| 2013                      | «Квара Юнайтед»           | ПЛН                       | ?         | ?         | КН                 | ?                  | ?                  | -                    | -                    | -                    | -             | -             | -             | ?      | ?      |
| 2014                      | «Квара Юнайтед»           | ПЛН                       | ?         | ?         | КН                 | ?                  | ?                  | -                    | -                    | -                    | -             | -             | -             | ?      | ?      |
| Усього за «Квара Юнайтед» | Усього за «Квара Юнайтед» | Усього за «Квара Юнайтед» | ?         | ?         |                    | ?                  | ?                  |                      | -                    | -                    |               | -             | -             | ?      | ?      |
| 2015                      | «Вікінг»                  | ЕС                        | 24        | 5         | КН                 | 4                  | 2                  | -                    | -                    | -                    | -             | -             | -             | 28     | 7      |
| 2016                      | «Вікінг»                  | ЕС                        | 28        | 3         | КН                 | 3                  | 1                  | -                    | -                    | -                    | -             | -             | -             | 31     | 4      |
| січ.-серп. 2017           | «Вікінг»                  | ЕС                        | 15        | 6         | КН                 | 1                  | 0                  | -                    | -                    | -                    | -             | -             | -             | 16     | 6      |
| Усього за «Вікінг»        | Усього за «Вікінг»        | Усього за «Вікінг»        | 67        | 14        |                    | 8                  | 3                  |                      | -                    | -                    |               | -             | -             | 75     | 17     |
| серп.-груд. 2017          | «Русенборг»               | ЕС                        | 10        | 2         | КН                 | 1                  | 0                  | ЛЧ+ЛЄ                | 0+8                  | 0+3                  | СКН           | 0             | 0             | 19     | 5      |
| 2018                      | «Русенборг»               | ЕС                        | 3         | 1         | КН                 | 0                  | 0                  | ЛЧ                   | 0                    | 0                    | СКН           | 0             | 0             | 3      | 1      |
| Усього за «Русенборг»     | Усього за «Русенборг»     | Усього за «Русенборг»     | 13        | 3         |                    | 1                  | 0                  |                      | 8                    | 3                    |               | -             | -             | 22     | 6      |
| Усього за кар'єру         | Усього за кар'єру         | Усього за кар'єру         | 80+       | 17+       |                    | 9+                 | 3+                 |                      | 8                    | 3                    |               | -             | -             | 97+    | 23+    |

## Досягнення
«Русенборг»
- Чемпіон Норвегії (2): 2017, 2018

Особисті досягнення
- Найкращий бомбардир чемпіонату Швеції: 2021
- Нападник року Аллсвенскан: 2021[4]